# Aluniș
Aluniș es una comuna de Rumania, en el distrito de Cluj. Su población en el censo de 2002 era de 1.390 habitantes.
- Datos: Q16426136
- Multimedia: Aluniș, Cluj / Q16426136

1. ↑  Worldpostalcodes.org,código postal n.º 407030.